# Trogen, Hof
Trogen là một đô thị ở huyện Hof bang Bayern thuộc nước Đức.